# Maciej Żmudzki
Maciej Żmudzki (ur. 12 maja 1997) – polski koszykarz występujący na pozycji środkowego, od 2022 zawodnik Kinga Szczecin.
Wychowanek Górnika Wałbrzych. Od 2013 roku występował w Meduzie Gdańsk. W sezonie 2015/16 reprezentował barwy sekcji koszykarskiej Politechniki Gańskiej oraz klubu SSK Adkonis Kobylnica. W 2016 roku trafił do Trefla Sopot, gdzie zadebiutował na parkietach koszykarskiej ekstraklasy. Większość sezonu spędził jednak, w występujących na trzecim poziomie rozgrywkowym, rezerwach sopockiego klubu. Następny sezon rozpoczął w rezerwach Trefla, a w trakcie rozgrywek przeszedł na zasadzie wypożyczenia do I-ligowej Kotwicy Kołobrzeg. Sezon 2018/2019 również spędził na wypożyczeniu, występując w Polfarmexie Kutno. 9 lipca 2019 roku odszedł definitywnie z Trefla Sopot i dołączył do drużyny Miasta Szkła Krosno. W drużynie z Krosna rozegrał dwa sezony w pierwszej lidze. 12 maja 2021 został zawodnikiem ekstraklasowej drużyny Hydro Truck Radom, w której wystąpił w 22 spotkaniach. Od 19 lipca 2022 roku jest koszykarzem Kinga Szczecin. Z drużyną ze Szczecina zdobył pierwsze w historii klubu mistrzostwo Polski.

## Osiągnięcia
(Stan na 18 czerwca 2024)
Drużynowe
- Mistrz Polski (2023)
- Wicemistrz Polski (2024)[7]
- Zdobywca Superpucharu Polski (2023)[8]

## Statystyki
| Sezon     | Drużyna                          | M  | S5 | MPG  | FG%   | 3P%   | FT%   | RPG | APG | SPG | BPG | PPG  |
| --------- | -------------------------------- | -- | -- | ---- | ----- | ----- | ----- | --- | --- | --- | --- | ---- |
| 2015/2016 | Politechnika Gdańska (III liga)  | 6  |    |      |       |       |       |     |     |     |     | 11,7 |
| 2015/2016 | SSK Adkonis Kobylnica (III liga) | 8  |    |      |       |       |       |     |     |     |     | 11,0 |
| 2016/2017 | Trefl Sopot (PLK)                | 2  | 0  | 4,8  | 0%    | –     | –     | 0,5 | 0,0 | 0,0 | 0,0 | 0,0  |
| 2016/2017 | Trefl II Sopot (II liga)         | 15 |    | 23,5 | 61,4% | 45,5% | 40%   | 5,8 | 1,0 | 0,5 | 0,9 | 6,7  |
| 2017/2018 | Trefl II Sopot (II liga)         | 6  |    | 25,8 | 55,7% | 25%   | 69,2% | 9,0 | 0,8 | 0,8 | 0,8 | 13,3 |
| 2017/2018 | Kotwica Kołobrzeg (I liga)       | 20 |    | 12,2 | 51,0% | 0%    | 50%   | 3,9 | 0,4 | 0,5 | 0,3 | 3,1  |
| 2018/2019 | Polfarmex Kutno (I liga)         | 24 |    | 13,4 | 54,4% | –     | 48,5% | 3,5 | 0,5 | 0,3 | 0,8 | 3,8  |
| 2019/2020 | Miasto Szkła Krosno (I liga)     | 23 |    | 22,5 | 64,6% | –     | 51,1% | 6,6 | 0,4 | 1,0 | 1,0 | 7,3  |
| 2020/2021 | Miasto Szkła Krosno (I liga)     | 32 |    | 23,4 | 66,7% | –     | 47,1% | 7,1 | 0,9 | 1,0 | 1,1 | 8,0  |
| 2021/2022 | Hydro Truck Radom (PLK)          | 22 | 11 | 8,8  | 55%   | –     | 10%   | 1,7 | 0,4 | 0,4 | 0,4 | 1,0  |
| 2022/2023 | King Szczecin (PLK)              | 39 |    | 6,6  | 68,2% | –     | 50%   | 1,2 | 0,3 | 0,2 | 0,1 | 0,8  |